# Debbie Wiseman
Debbie Wiseman, OBE (* 10. Mai 1963 in London, England, Großbritannien) ist eine britische Filmkomponistin, Dirigentin und Arrangeurin.

## Leben und Wirken
Debbie Wiseman spielt seit ihrem siebten Lebensjahr Klavier. Sie besuchte das Trinity College of Music und studierte am Guildhall School of Music and Drama in London Klavier und Komposition.
Sie ist die Schwiegertochter des Regisseurs Tony Wharmby (beispielsweise Navy CIS, Bones). Debbie Wiseman ist verheiratet und lebt mit ihrem Mann in London. Zu mehreren Folgen der Dokumentation Stephen Fry in America schrieb Wiseman die Titelmusik. Sie komponierte außerdem für die neuseeländische Sängerin Hayley Westenra den Song Different Voices (2008).
2017 wurde sie in die Academy of Motion Picture Arts and Sciences (AMPAS) aufgenommen, die alljährlich die Oscars vergibt.

## Filmografie (Auswahl)
- 1994: Tom & Viv
- 1995: Haunted – Haus der Geister (Haunted)
- 1995: Bruderkrieg – Der Kampf um Titos Erbe (The Death of Yugoslavia, Dokumentation)
- 1996: Female Perversions
- 1997: Oscar Wilde (Wilde)
- 1999: Warriors – Einsatz in Bosnien (Warriors)
- 1999: Katastrophe im Schwarzen Loch (Doomwatch: Winter Angel)
- 2000: Schuldig – Ein mörderischer Auftrag (The Guilty)
- 2001–2007: Inspector Lynley (The Inspector Lynley Mysteries, Fernsehserie)
- 2004: Arsène Lupin – Der König unter den Dieben (Arsène Lupin)
- 2004: Freeze Frame
- 2004: The Truth About Love – oder: Was du niemals wissen wolltest… (The Truth About Love)
- 2007: Die Flut – Wenn das Meer die Städte verschlingt (Flood)
- 2007: Jekyll (Fernsehserie)
- 2009: Lesbian Vampire Killers
- seit 2013: Father Brown (Fernsehserie)
- 2015: Wölfe (Wolf Hall, Fernsehserie)
- 2015–2016: Dickensian (Fernsehserie)
- 2015–2016: The Coroner (Fernsehserie)
- 2017: Edie – Für Träume ist es nie zu spät (Edie)
- seit 2018: Shakespeare & Hathaway – Private Investigators (Shakespeare & Hathaway, Fernsehserie)

## Auszeichnungen
- 2000: RTS Television Award für Peacekeepers[3]
- 2004: Member of the Order of the British Empire[1]
- Die Musik zu dem Drama Oscar Wilde wurde für den Grammy[4] und für den Ivor Novello Award[5] nominiert.